# Chris Bachofner
Christian Bachofner, meglio conosciuto con il nome Chris (Amsterdam, 23 novembre 1947), è un ex calciatore olandese, di ruolo attaccante.

## Carriera
Bachofner iniziò la carriera nel Blauw-Wit, prima di trasferirsi agli statunitensi del Dallas Tornado.
Con i Tornado partecipò al tour mondiale voluto ed organizzato dal nuovo allenatore del club, il macedone-canadese Bob Kap, che vide la franchigia impegnata in una serie di massacranti incontri tra Africa, Europa, Asia e Oceania. Il tour ebbe effetti devastanti sulla squadra durante la stagione regolare, la prima della neonata NASL, che nonostante l'allontanamento di Kap, inanellò una lunga serie di sconfitte. La squadra chiuse il torneo al quarto ed ultimo posto della Gulf Division, con sole due vittorie e quattro pareggi ottenuti a fronte di ben 26 sconfitte.
Nel 1968 Bachofner torna in patria per giocare nel DWS, con cui disputa quattro stagioni nella massima serie olandese, ottenendo come miglior piazzamento il nono posto nella Eredivisie 1968-1969 e raggiungendo anche le semifinali della KNVB beker 1968-1969, persa contro i futuri campioni del Feyenoord.
Terminata l'esperienza al DWS gioca nel De Volewijckers e poi nel De Spartaan.